# Наука и технологии в Русия
Русия има дълги традиции в науката и технологиите, и е една от държавите с най-голям научно-технически потенциал в света. Страната има 451 000 изследователи и най-големият брой учени в света, а 25% от завършилите висше образование са с дипломи по инженерни или научни специалности. Водещата научна институция е основаната през 1728 година Руска академия на науките, в която работят над 45 000 изследователи в 436 института из цялата страна. В съветската епоха тя получава силно държавно финансиране, но през 1990-те запада заради намалените финансови средства и емигрирането на специалисти и учени в други страни.

## Руска империя
Руската академия на науките е основана през 1728 година. Един от най-ранните и известни академици на РАН е Витус Беринг, първият европеец, стъпил в Камчатка, Алеутските острови и Аляска. Михаил Ломоносов е един от пионерите в химията в Руската империя. Първата употреба на етер като упойка е осъществена от Николай Пирогов. Сергей Прокудин-Горски разработва цветната фотография по време на управлението на последния руски император, Николай II.

## Съветски съюз
По времето на СССР за науката биват отделяни много средства, но някои от най-големите руски учени — като Георги Гамов, бягат от страната вследствие на репресиите на Сталин. Сред най-известните руски изобретатели от съветската епоха са Михаил Герасимов (създателят на основните методи за възстановяване на човешки облик чрез изучаване на скелетни останки), Дмитрий Максутов (Телескоп на Максутов, през 1941), Дмитрий Гарбузов (първия лазерен диод с продължителна вълна — устройство, считано за първата разработена нанотехнология) и Николай Басов (изобретява лазера едновременно с Чарлз Хард Таунс, и двамата получават Нобелова награда).
Към края на Втората световна война ракетните технологии се очертават като едни от най-важните средства за военно и научно надмощие. СССР им отделя голямо внимание, благодарение на което е създадена и първата в света зенитно-ракетна система (С-25, 1954). Вследствие на усиленото разработване на различни видове балистични ракети, в Съветския съюз стартира първата в света космическа програма. В края на 50-те под ръководството на Сергей Корольов са отбелязани няколко важни постижения — първата междуконтинентална балистична ракета (Р-7), изстрелването на Спутник (1957), изпращането на живо същество в Космоса (кучето Лайка, 1957), както и първият човешки предмет, приземил се на друго небесно тяло (Луна 2, 1959). Кулминацията на съветските усилия за покоряване на космическото пространство е полетът на Юрий Гагарин през 1961 — първият човек, успял да напусне Земята и да се завърне обратно. След като САЩ осъществяват първото кацане на човек на Луната през 1969, СССР започва програма за изпращане на робот там. Луноход 1 се приземява и изпълнява мисията си успешно на Луната през 1970, превръщайки се в първия робот, достигнал друг свят.

## Руска федерация
Русия разполага с един от най-големите и най-стари институти за ядрени изследвания, този в Дубна. Големи съоръжения за геофизични и атмосферни изследвания са йоносферните нагреватели в комплекса Сура, край Мончегорск и Горки. Оптико-електронният комплекс Окно, въведен в експлоатация през 2004, осигурява денонощно наблюдение на Космоса.
Руската федерация активно разработва технологии с широко бъдещо приложение, като плазмени двигатели, нанотехнологии и средства за управляем термоядрен синтез.